# Kenny Harrison
Pour les articles homonymes, voir Harrison.
Kerry « Kenny » Harrison (né le 13 février 1965 à Milwaukee, Wisconsin) est un athlète américain spécialiste du triple saut.

## Biographie
Il se distingue lors de la saison 1990 en dépassant à quatre reprises la limite de 17,70 m. Le 2 juillet à Stockholm, il devient le deuxième meilleur performeur de tous les temps avec la marque de 17,93 m dans des conditions de vents légales (+1,6 m/s), approchant de quatre centimètres le record du monde de l'Américain Willie Banks. L'année suivante, à Tokyo, Kenny Harrison devient champion du monde du triple saut avec 17,78 m (-0,6 m/s) devant le Soviétique Leonid Voloshin et son compatriote Mike Conley. 
En 1996, Kenny Harrisson s'adjuge le titre aux Jeux olympiques d'Atlanta le même soir que son épouse, la sprinteuse américaine, Gail Devers, victorieuse du 100 mètres. Kenny Harrisson réalise 18,09 m à son troisième essai, devenant le deuxième athlète après le Britannique Jonathan Edwards à franchir la limite des dix-huit mètres au triple saut. 
Il est élu au Temple de la renommée de l'athlétisme des États-Unis en 2013.

## Palmarès

### Jeux olympiques
- Jeux olympiques d'été de 1996 à Atlanta :
  -  Médaille d'or au triple saut.

### Championnats du monde
- Championnats du monde d'athlétisme 1991 à Tokyo :
  -  Médaille d'or au triple Saut.